# Rice megye (Kansas)
Rice megye az Amerikai Egyesült Államokban, azon belül Kansas államban található. Megyeszékhelye és legnagyobb városa Lyons. Lakosainak száma 9427 fő (2020. április 1.).

## Szomszédos megyék
- Ellsworth megye
- Reno megye
- McPherson megye
- Barton megye
- Stafford megye

## Népesség
A megye népességének változása:
| Lakosok száma | 10 111 | 10 092 | 10 013 | 10 011 | 9977 | 9427 |
|               | 2010   | 2011   | 2012   | 2013   | 2015 | 2020 |